# Utrecht (provincie)
Utrecht este o provincie din Țările de Jos, având o populație de 1,171,356 de locuitori (în 2005). Capitala provinciei este orașul Utrecht. Alte orașe din provincie sunt Amersfoort, Zeist, Veenendaal, Nieuwegein, IJsselstein, Woerden, Oudewater, Wijk bij Duurstede, Houten, Leusden, Soest, Baarn.
Se învecinează cu următoarele provincii: Olanda de Sud la vest, Gelderland la sud și est, Olanda de Nord la nord-vest și cu Flevoland la nord-est.

## Turism
În provincia Utrecht există următoarele obiective turistice importante:
- Utrechtse Heuvelrug
  - Parcul Național Utrechtse Heuvelrug
- Loosdrechtse plassen
- Henschotermeer
- orașele Utrecht, Oudewater, Zeist, Amersfoort și Wijk bij Duurstede

## Comune
Provincia Utercht este împărțiță în 26 de comune:
| - Amersfoort - Baarn - Bunnik - Bunschoten - De Bilt - De Ronde Venen - Eemnes - Houten - IJsselstein - Leusden - Lopik - Montfoort - Nieuwegein | - Oudewater - Renswoude - Rhenen - Soest - Stichtse Vecht - Utrecht - Utrechtse Heuvelrug - Veenendaal - Vianen - Wijk bij Duurstede - Woerden - Woudenberg - Zeist |